# Туць Андрій Федорович
Андрі́й Фе́дорович Ту́ць (12 грудня 1935, с. Корнів, Городенківський повіт, Річ Посполита ІІ — †3 жовтня 1994) — український письменник, педагог і громадський діяч.

## Біографія
Андрі́й Фе́дорович Ту́ць народився в селянській родині в с. Корнів, що на Городенківщині. Успішно закінчив школу й поступив на навчання до Львівського державного університету імені Івана-Франка. Спочатку навчався на факультеті української філології. Згодом Андрій закінчив ще й факультет іноземних мов (заочно) у Чернівецькому державному університеті імені Юрія Федьковича.
Саме з університетських часів Андрій Туць захопився літературою і почав писати. Після навчання й до кінця життя працював учителем німецької мови в селі Росохач Городенківського району. Тоді й з'явились перші публікації його творів. Спочатку в місцевій пресі, а потім був представлений і в республіканській періодиці.
Андрій Федорович був учасником Першої обласної конференції Товариства української мови імені Т. Г, Шевченка в м. Івано-Франківськ. Був ініціатором створення Товариства української мови імені Т. Г, Шевченка в Городенківському районі та Росохацькій школі. Як делегат від Івано-Франківської обл., Андрій Федорович відвідав з'їзд Товариства української мови імені Т. Г. Шевченка «Просвіта» в м. Київ.
В той же час не полишав писати. Друкувався в газеті «Агро» м. Коломиї, багато писав для дітей.
Помер від важкої хвороби 3 жовтня 1994 р. Похоронений в Корневі на місцевому кладовищі.

## Твори
- Мамина наука[3]